# MCR-1

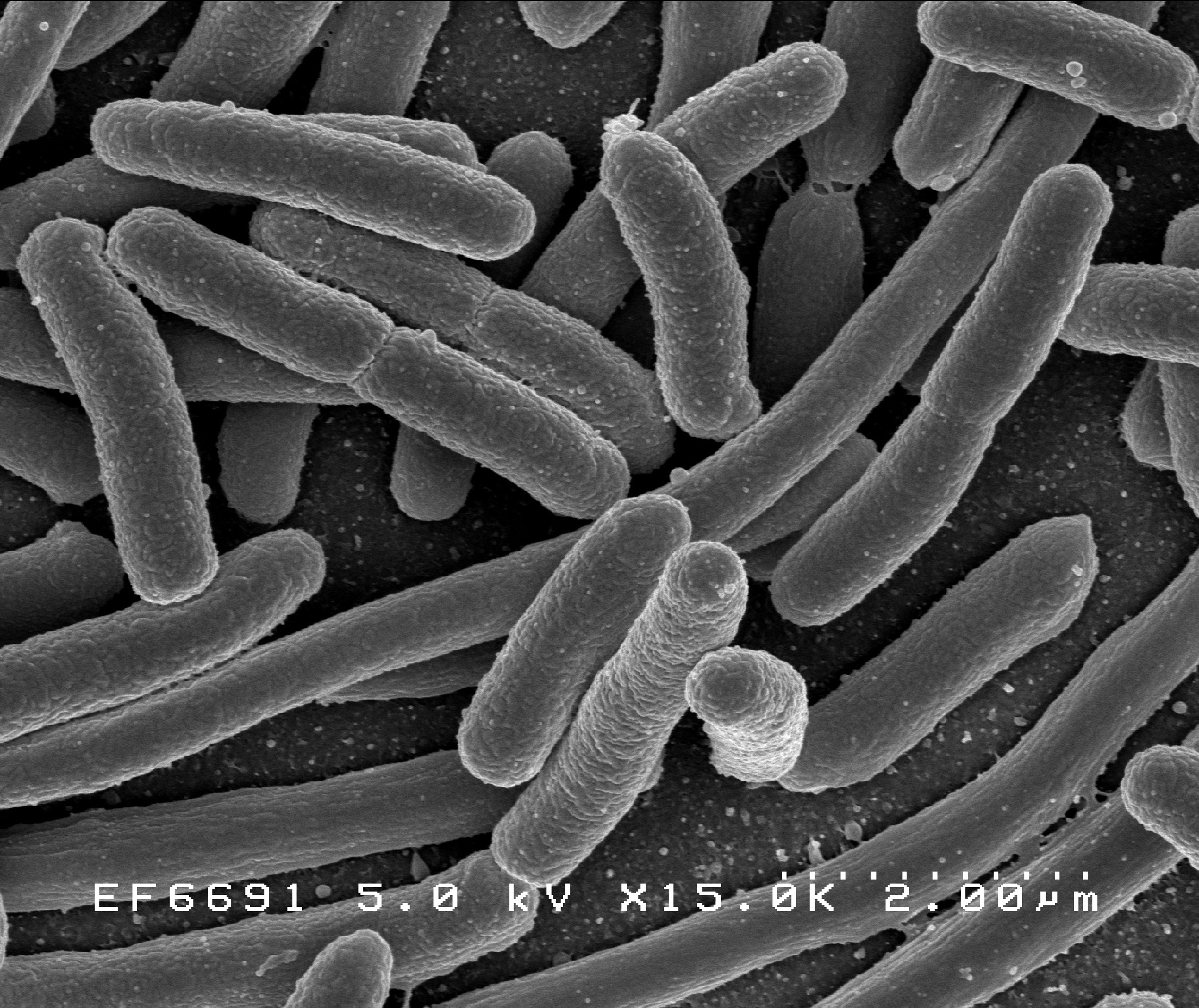
E. coli, la bactérie dans laquelle MCR-1 a été identifiée pour la première fois.

Le gène de résistance à la colistine mobilisé (mcr-1, sigle anglais) confère une résistance à la colistine à médiation plasmidique, un des nombreux antibiotiques de dernier recours pour le traitement des infections à Gram négatif. mcr-1 est capable de transfert horizontal entre différentes souches d'une espèce bactérienne. Après sa découverte en novembre 2015 dans E. coli (souche SHP45) d'un cochon en Chine, le gène a également été trouvé dans Escherichia coli, Salmonella enterica, Klebsiella pneumoniae, Enterobacter aerogenes et Enterobacter cloacae. Au moment de 2017, il a été détecté dans plus de 30 pays sur 5 continents en moins d’un an.

## Description
Le gène "de résistance mobilisée à la colistine" (mcr-1) confère une résistance à la colistine, une polymyxine et à l'un des nombreux antibiotiques de dernier recours utilisés par les plasmides pour traiter les infections,. Le gène est présent chez au moins dix espèces d'entérobactéries : Escherichia coli, Salmonella, Klebsiella pneumoniae, Enterobacter aerogenes, Enterobacter cloacae, Cronobacter sakazakii, Shigella sonnei, les espèces Kluyvera, Citrobacter, et Raoultella orithinolytica. Le gène mcr-2 est une variante rare de mcr-1 et ne se trouve qu'en Belgique. Des variants supplémentaires, mcr-3, mcr-4 et mcr-5, ont été identifiés dans E. coli et Salmonella.
mcr-1 est le premier gène de résistance à la polymyxine connu pour être capable de transfert horizontal entre différentes souches d'une espèce bactérienne.
Le mécanisme de résistance du gène MCR est une transférase phosphatidyléthanolamine. L'enzyme transfère un résidu de phosphoéthanolamine au lipide A présent dans la membrane cellulaire des bactéries à Gram négatif. Le lipide A modifié a une affinité beaucoup plus faible pour la colistine et les polymyxines apparentées, ce qui entraîne une activité réduite de l'antimicrobien. Ce type de résistance est appelé modification de cible.

## Découverte et diffusion géographique
Le gène a été découvert en premier sur E. coli (souche SHP45), en Chine, chez un porc en avril 2011 et publié en novembre 2015,. Il a été identifié par des chercheurs indépendants sur des échantillons humains provenant de Malaisie, de Chine, d'Angleterre,, d'Écosse et des États-Unis.
En avril 2016, une femme de 49 ans a demandé des soins médicaux dans une clinique de Pennsylvanie pour des symptômes d'infection urinaire. La PCR d'un isolat d' E. Coli cultivé à partir de son urine a révélé le gène mcr-1 pour la première fois aux États-Unis  et le CDC a envoyé une alerte aux établissements de santé. Au cours des douze mois suivants, quatre personnes supplémentaires auraient été infectées par une bactérie porteuse de mcr-1.
Au moment de février 2017, le mcr-1 a été détecté en moins d'un an dans plus de 30 pays sur 5 continents  et il semble se propager dans les hôpitaux en Chine. Entre avril 2011 et novembre 2014, la prévalence dans cinq provinces chinoises était de 15% dans les échantillons de viande crue et de 21% chez les animaux destinés à la consommation humaine pour la période 2011-2014, et de 1% chez les personnes hospitalisées pour infection.

## Origines
En utilisant des analyses génétiques, les chercheurs pensent avoir montré que les origines du gène étaient dans une ferme porcine chinoise où la colistine était couramment utilisée,.

## Inhibition
Étant donné l’importance de mcr-1 pour permettre aux bactéries d’acquérir une résistance à la polymyxine, la MCR-1 (la protéine codée par mcr-1) constitue actuellement une cible d’inhibition pour le développement de nouveaux antibiotiques. Par exemple, il a été démontré que l'acide éthylènediaminetétraacétique, un agent chélatant les métaux, inhibe la MCR-1, puisqu'il s'agit d'une enzyme dépendante du zinc. Des analogues de substrat, tels que l'éthanolamine et le glucose, inhibent également le MCR-1. L’utilisation d’un régime combiné d'antibiotiques s’est révélée capable de vaincre la résistance provoquée par le mcr-1, bien que le mécanisme d’action puisse ne pas viser directement la protéine MCR-1.

## Voir également
- New Delhi métallo-beta-lactamase 1